# Kelli Hand
Pour les articles homonymes, voir Hand (homonymie).
K-Hand (née Kelli Hand le 15 septembre 1964 à Détroit dans le Michigan, et décédée le 3 août 2021 dans la même ville) est une productrice américaine de musique électronique.

## Biographie
Née le 15 septembre 1964 et élevée à Détroit, Hand s'immerge dans la scène des clubs new-yorkais durant sa jeunesse dans les années 1980, fréquentant particulièrement le légendaire Paradise Garage lorsque Larry Levan y jouait ainsi que le Club Area. Elle achète son propre équipement et commence à apprendre à produire et à mixer dans sa chambre, avant de commencer à jouer dans des clubs et de décrocher une résidence au Zipper's Nightclub de Détroit.
En 1990, Hand fonde son propre label, initialement baptisé UK House Records, mais rapidement rebaptisé Acacia Records, du nom d'une rue de Détroit où elle avait vécu. Sa première sortie est un EP, Think About It. En 1994, son single Global Warning sort sur le label britannique Warp Records. En 1995, son premier album studio, On a Journey, sort sur Studio !K7. En 2000, sept autres albums sortent sur les labels !K7 Records, Distance, Tresor et Ausfahrt. Acacia Label, le label de Hand, continue de sortir de nouveaux disques en vinyle ainsi que des rééditions du catalogue de Hand.

## Style musical et influences
Malgré ses origines de Détroit, Hand identifie ses influences musicales comme provenant principalement des scènes de musique électronique de Chicago et de New York, y compris Larry Levan, Marshall Jefferson et Larry Heard. Ses principales influences de Détroit comprennent Jeff Mills et l'Underground Resistance ainsi que Ken Collier. Hand incorpore fréquemment dans sa musique les sons « jack » et « swing » propres à la Chicago house.
Comme le décrit Matt Unicomb en 2016, « le son de K-Hand est basé sur un sampling intelligent et une batterie encore plus intelligente. S'inspirant de l'esthétique percussive de Chicago sculptée par Paul Johnson, Cajmere et d'autres, ses morceaux sont dépouillés et pleins de personnalité, construits sur des rythmes swinguant et des lignes de basse accrocheuses. Les nombreux joyaux de son catalogue — Love Games, Candle Lights, Project 5 (Untitled B1), entre autres — ont du caractère. C'est le son d'une époque perdue, construit avec les qualités que tant de gens aiment dans ce type de musique de danse américaine - le funk, le cru, l'émotion. »
Hand est profondément influencée par les années qu'elle a passées à écouter et à danser sur la musique de Larry Levan avant son décès en 1992 : « Les disques entraînants joués par les DJ résidents du Paradise Garage, sous la houlette de Larry Levan, influenceront le style de Hand pendant des années. Comme Levan derrière les platines, Hand obtenait des résultats étranges et inattendus à partir d'échantillons et de sons disparates, générant un nouveau sens en découpant des phrases simples et en les associant à des rythmes MPC gras et swinguant. »
Hand est également une adepte du vinyle, déclarant que « si ce n'est pas sur vinyle, ce n'est pas définitif » car elle appréciait son son « chaud » et « analogique ». De nombreux morceaux de Hand présentent un « sens de l'émotion très spécifique et très fort » et Hand elle-même a remarqué que « beaucoup de mes chansons sont amoureuses ». 

## Discographie

### Albums studio
- 1995 : K. Hand – On a Journey (!K7 Records)
- 1997 : K. Hand – The Art of Music (Studio !K7)
- 1997 : K-Hand – Ready for the Darkness (Substance)
- 1997 : K-Hand – Soul
- 1998 : K-Hand – Fantasy
- 2000 : K. Hand – Salsafied
- 2001 : K. Hand – Detroit History Part 1 (Tresor Records)

### Singles et EP
- 1990 : Etat Solide – Think About It (UK House Records)
- 1992  : Etat Solide feat. Zoey – No Heartbreaks (Acacia Records)
- 1993 : K. Hand – Ba Da Bing (Acacia Records)
- 1993 : K Hand featuring Rhythm Formation – Rhythm Is Back  (Acacia Records)
- 1993 : K. Hand / Claude Young – Everybody / You Give Me (Acacia Records)
- 1993 : K. Hand – Not Giving Up (Acacia Records)
- 1993 : K. Hand – From The "I Fucked All Week" Guy (Acacia Records)
- 1993 : K. Hand – Rodeo / The Tunnel (Global Cuts)
- 1993 : K. Hand feat. Zoey – I Do (Acacia Records)
- 1994 : K. Hand – The Saints Go Marching On (Global Cuts)
- 1994 : K Hand – Global Warning (Warp Records)
- 1994 : K. Hand – Everybody (EC Records)
- 1995 : Etat Solide – Living For Another (UK House Records)
- 1995 : K. Hand – Project #1 (Acacia Records)
- 1995 : K. Hand – Project #2 (Acacia Records)
- 1995 : K. Hand – Project #3 (Acacia Records)
- 1995 : K. Hand – Project #4 (Acacia Records)
- 1995 : K. Hand – Acid Nation (Loriz Sounds)
- 1995 : K. Hand – Groove E.P. (Radikal Fear)
- 1996 : K. Hand – On A Mission (Studio !K7)
- 1996 : K Hand – The Project EP (D:Tour)
- 1996 : K Hand – The Next Project EP (D:Tour)
- 1996 : K. Hand – Unreleased Project (Acacia Records)
- 1997 : KMH – Right Now EP (M.C. Projects)
- 1997 : K. Hand – Mayday EP (Acacia Records)
- 1997 : K. Hand / Graffiti – Roots / Graffiti’s Theme (Sublime Records)
- 1997 : K. Hand – Project #5 (Acacia Records)
- 1997 : K. Hand – Horizon (Substance)
- 1997 : K. Hand – All Over The World (Acacia Records)
- 1997 : K. Hand – Spice EP (Acacia Records)
- 1997 : K. Hand – Flashback EP (Acacia Records)
- 1997 : K. Hand – Sounds (Hyperspace)
- 1997 : K. Hand – Project 69 EP (Acacia Records)
- 1998 : K. Hand – Sweet Love (Fourone1 Records)
- 1998 : By Kely – The Bomb (Re-load Records)
- 1999 : K. Hand – Do It (Distance)
- 1999 : K Hand – Pimps & Freaks (Remote Recordings)
- 1999 : K. Hand – Good Love (Maffia Music)
- 1999 : K-Hand – Baby All I Want (School Records)
- 1999 : K. Hand – Supernatural (Pandamonium)
- 2000 : Kely – Active X EP (Future Frontier)
- 2000 : K. Hand – Traxx For Daze Vol.1 (Push & Pull)
- 2000 : K. Hand – Clap Yo Hands (Loveslap! Recordings)
- 2000 : K. Hand – Better Believe (Maffia Music)
- 2001 : K. Hand – Sex On The Dancefloor EP (Loveslap! Recordings)
- 2002 : K. Hand – Tools Vol.1 (Acacia Records)
- 2003 : Kelli Hand – Afterhour (Sino)
- 2003 : K. Hand – Get Down (Loveslap! Recordings)
- 2004 : Kelli Hand – Moody Life EP (Third Ear Recordings)
- 2007 : Messenger aka K-Hand – Wanderer (Underground Liberation)
- 2008 : K-Hand – These Sounds Lead The Way EP (Gorsch)
- 2008 : K-Hand – Feel (Acacia Records)
- 2009 : K-Hand & Kero – Dat Roit EP (Kerohand)
- 2009 : K-Hand – Red Dog EP (Gorsch)
- 2009 : Kelli Hand – Silent Answer EP (Acacia Records)
- 2010 : K-Hand & Kero – Content EP (Kerohand)
- 2010 : Eddie Richards & K-Hand – Someday / Flashback (Bla Bla Records)
- 2013 : K Hand – Funky Tonight (Third Ear Recordings)
- 2015 : K Hand – Do It Again (Dockside Records)
- 2015 : K Hand – Intuition EP (Acacia Records)
- 2017 : K Hand – Project 6 EP (Acacia Records)